# Gemeindevertretungs- und Bürgermeisterwahlen in Vorarlberg 2020
Im Rahmen der Gemeindevertretungs- und Bürgermeisterwahlen in Vorarlberg 2020 wurden die kommunalen Vertretungskörper aller 96 Gemeinden im österreichischen Bundesland Vorarlberg neu gewählt. In 65 der 96 Gemeinden stand neben der Gemeindevertretung auch das Amt des Bürgermeisters direkt zur Wahl.
Ursprünglich war als Hauptwahltermin für die Wahlen der Gemeindevertretungen und die Bürgermeister-Direktwahlen der 15. März 2020 vorgesehen. Dieser Wahltermin wurde von der Vorarlberger Landesregierung angesichts der COVID-19-Pandemie am 12. März 2020 aber abgesagt und die Wahlen auf unbestimmte Zeit verschoben. Landeshauptmann Markus Wallner kündigte am 15. April an, dass die Wahlen noch im Jahr 2020 abgehalten werden sollen, wenngleich gesetzlich auch eine Verschiebung ins Frühjahr 2021 (bis zu neun Monate nach dem Ende der Krisensituation) möglich gewesen wäre. Am 19. Mai wurde zunächst angekündigt, die Wahlen am 6. September durchführen zu wollen, die dafür notwendigen Gesetzesänderungen, um beispielsweise bereits eingebrachte Listen beibehalten zu können, sollten vom Vorarlberger Landtag im Juni beschlossen werden. Am 8. Juni wurde jedoch bekanntgegeben, dass die Wahlen auf Wunsch mehrerer Gemeinden auf den 13. September 2020 verschoben würden. Schließlich wurden die Wahlen am 13. September 2020 unter Einhaltung von COVID-19-Schutzmaßnahmen in allen Gemeinden des Landes durchgeführt.

## Wahlrecht
Aktives Wahlrecht
Zur Wahl der Gemeindevertretung und des Bürgermeisters im Jahr 2020 war aktiv wahlberechtigt, wer
- am Wahltag, dem 13. September 2020, zumindest das 16. Lebensjahr vollendet,
- seinen Hauptwohnsitz am Stichtag, dem 29. Juni 2020, in Vorarlberg hatte und die Österreichische Staatsbürgerschaft oder die Staatsbürgerschaft eines Mitgliedsstaats der Europäischen Union besaß
- und nicht vom Wahlrecht ausgeschlossen wurde (wird vom Gericht bei bestimmten strafrechtlichen Verurteilungen im Einzelfall explizit ausgesprochen oder bei weniger als einjährigem Aufenthalt, wenn offensichtlich ist, dass dieser nur vorübergehend ist).

Passives Wahlrecht
Jeder Vorarlberger oder Unionsbürger war in die Gemeindevertretung wählbar, der die Voraussetzungen des aktiven Wahlrechts erfüllte und darüber hinaus zumindest das 18. Lebensjahr am Wahltag vollendet hatte. Zum Bürgermeister einer Gemeinde konnte allerdings nur ein Bürger der Gemeinde, also ein österreichischer Staatsbürger mit Hauptwohnsitz in der jeweiligen Gemeinde, gewählt werden.

### Wahlsysteme
In den meisten Gemeinden des Landes wurde die Gemeindevertretung listenmäßig und der Bürgermeister direkt gewählt. Daneben gab es allerdings als Vorarlberger Unikum noch zwei weitere Wahlverfahren, die in Sonderfällen zur Anwendung kommen.
Listenwahl mit Bürgermeisterdirektwahl
Bei der Listenwahl mit Bürgermeisterdirektwahl bringen Parteien oder freie Listen Wahlvorschläge für die Gemeindevertretung und für das Amt des Bürgermeisters ein. Die Wähler können anschließend jeweils eine Stimme für eine Liste oder Partei bei der Gemeindevertretung sowie eine Stimme für die Wahl des Bürgermeisters abgeben. Zusätzlich können fünf Vorzugsstimmen bei der gewählten Liste der Gemeindevertretung vergeben werden. Bei der Bürgermeisterwahl müssen die Wähler nicht dem Kandidaten der bei der Gemeindevertretung gewählten Liste oder Partei zwangsweise ebenfalls ihre Stimme geben (Stimmensplitting).
Die Möglichkeit zur direkten Wahl des Bürgermeisters gibt es in Vorarlberg erst seit der Wahlrechtsnovelle des Jahres 1999. Erstmals zur Anwendung kam das Direktwahlverfahren bei den Gemeindevertretungs- und Bürgermeisterwahlen im Jahr 2000. 
Listenwahl (mit Vorwahl)
Bei der Listenwahl wählen die Wähler aus vorgefertigten Listen (oft als „Einheits-“ oder „Gemeindelisten“ bezeichnet) die neue Gemeindevertretung. Oft wird dieses Wahlsystem in Verbindung mit einer Vorwahl praktiziert. Dabei wird entweder an alle Wahlberechtigten der Gemeinde ein leerer Stimmzettel gesendet, auf dem diese jene Personen eintragen können, welche ihrer Meinung nach auf der Liste aufscheinen sollten, oder die Parteien senden ihre Listen an die Bürger, welche anschließend bereits im Vorfeld der Wahl eine Reihung innerhalb dieser vornehmen können. In der darauf folgenden Wahl erhalten die Stimmberechtigten abermals die Möglichkeit durch Vorzugsstimmen die Reihung auf den Listen zu ändern. Bei der reinen Listenwahl bestimmen anschließend an die Wahl die Mitglieder der neu gewählten Gemeindevertretung aus ihrer Mitte den Bürgermeister der Gemeinde.
Mehrheitswahl
Grundsätzlich ist die Gemeindevertretung in Vorarlberg nach dem Verhältniswahlrecht durchzuführen. Falls sich in einer Gemeinde jedoch bis spätestens sechs Wochen vor dem Wahltag keine Partei zur Wahl stellt, so wird die Wahl nach dem Mehrheitswahlrecht durchgeführt. Dabei kann jeder Wahlberechtigte maximal doppelt so viele Namen (von in dieser Gemeinde passiv Wahlberechtigten) wie Plätze in der Gemeindevertretung vorhanden sind, auf dem Wahlzettel angeben. Jene Personen mit der meisten Anzahl an Stimmen gelten anschließend als gewählt. Die neu gewählten Gemeindevertreter küren anschließend in ihrer ersten Sitzung aus ihrer Mitte den neuen Bürgermeister. Dieses Verfahren, das in Vorarlberg als einzigem österreichischem Bundesland zur Anwendung kommt, wird im Vorarlberger Gemeindewahlgesetz im 9. Abschnitt unter dem Namen „Wahlen in die Gemeindevertretung in Ermangelung von Wahlvorschlägen“ festgelegt. Die Mehrheitswahl wurde im Jahr 1984 vom Verfassungsgerichtshof als verfassungswidrig aufgehoben, nach einer Novelle des Bundes-Verfassungsgesetzes im Jahr 2000 aber wieder eingeführt.
Bei der Wahl im September 2020 wurde in 13 Gemeinden des Landes nach diesem Mehrheitswahlsystem gewählt. Zum ursprünglichen Wahltermin im März war noch in 14 Gemeinden eine Mehrheitswahl vorgesehen gewesen, zwischenzeitlich stellten sich aber in Lorüns doch zwei Listen zur Wahl, womit dort eine normale Listenwahl durchgeführt wurde.

### Neuerungen im Wahlrecht
Durch die Verschiebung des Wahltermins infolge der Corona-Pandemie in Österreich und dem zuvor stattgefundenen Austritt des Vereinigten Königreichs aus der Europäischen Union verloren alle in Vorarlberg ansässigen britischen Staatsbürger, die beim ursprünglichen Wahltermin im März wegen des Stichtags am 30. Dezember noch (aktiv und passiv) als ehemalige EU-Bürger wahlberechtigt gewesen wären, ihr Wahlrecht.
Eine schon seit langem von den Oppositionsparteien im Vorarlberger Landtag geforderte Neuerung bei den Wahlgängen 2020 betraf die Trennung von Gemeindevertretungs- und Bürgermeisterwahlen: Erstmals kamen bei diesen Wahlgängen zwei separate Stimmzettel zum Einsatz, die gemeinsam in ein Kuvert gegeben und getrennt ausgezählt wurden. Schon bisher war zwar Stimmensplitting, also das Wählen einer Partei bei der Gemeindevertretungswahl und des Bürgermeisterkandidaten einer anderen Partei, zulässig gewesen, nun wurden aber die beiden Wahlgänge auch auf den Stimmzetteln deutlicher voneinander getrennt.

## Ergebnisse
Von der Vorarlberger Landeswahlbehörde werden bei Gemeindevertretungswahlen keine landesweiten Ergebnisse publiziert, da diese teilweise in Ermangelungen fester Zuordnungen zu den im Landtag vertretenen Parteien schwierig anzustellen sind. Es existieren aber inoffizielle Berechnungen, die von Zuordnungen von in den Gemeinden angetretenen Listen zu Landtagsparteien ausgehen (wo diese Zuordnung nicht ohnehin durch die Listenbezeichnungen eindeutig ist) und zumindest einen groben Überblick über die Stimmenverteilung in den Gemeindevertretungswahlen landesweit erlauben (siehe Diagramm).
Während im Großteil der Vorarlberger Gemeinden die Amtsinhaber als Bürgermeister bestätigt wurden und auch die Zusammensetzung der Gemeindevertretungen sich nicht wesentlich änderte, kam es in einigen Gemeinden zu deutlichen Verschiebungen: So konnte die Vorarlberger Volkspartei sich zwar im ganzen Land als bestimmende Kraft in den Gemeindevertretungen behaupten und stellt auch die überwiegende Mehrzahl der Bürgermeister, verlor aber etwa in Lustenau die absolute Mehrheit in der Gemeindevertretung und büßte in Hohenems und Hard massiv an Stimmen ein. Die Vorarlberger Freiheitlichen mussten sich in Fußach mit dem Verlust des Bürgermeisteramts abfinden, womit nur noch drei FPÖ-Bürgermeister in Vorarlberger Gemeinden regieren (in Hohenems, Nenzing und Vandans). Die SPÖ Vorarlberg konnte im ersten Wahlgang zwei Bürgermeister-Ämter für sich entscheiden (in Bürs und St. Gallenkirch) und darüber hinaus in Bregenz, Bludenz und Hard in die Bürgermeister-Stichwahl einziehen. Die Grünen legten in den größeren Gemeinden massiv an Stimmen zu und erreichten in Lochau mit ihrem Bürgermeisterkandidaten ebenfalls die Stichwahl. NEOS erreichte in zehn von elf Gemeinden, in denen die Partei kandidierte, den Einzug in die Gemeindevertretung und wurde in Mäder sogar zweitstärkste Fraktion.
Für Überraschungen sorgte unter anderem die Gemeinde Lech, wo Langzeit-Bürgermeister Ludwig Muxel („Liste Lech“) in der Bürgermeister-Direktwahl nur Zweitplatzierter hinter dem bisherigen Standesbeamten Stefan Jochum („Unser Dorf“) wurde und damit in eine Stichwahl musste. In der Gemeinde Zwischenwasser kam es zu einem überraschenden Wechsel an der Gemeindespitze, als sich der bisherige Gemeindesekretär Jürgen Bachmann gegen den bisherigen Bürgermeister Kilian Tschabrun in der Bürgermeister-Direktwahl deutlich durchsetzte und bereits im ersten Wahlgang zum neuen Bürgermeister gewählt wurde. Ebenfalls einen unerwarteten Bürgermeisterwechsel gab es in der Gemeinde Schwarzenberg im Bregenzerwald, wo Josef Anton Schmid von der Schwarzenberger Bürgerliste gegen den bisherigen Bürgermeister Markus Flatz („Zukunft Schwarzenberg“) gewann. Schließlich verrehlte auch in Hörbranz der bisherige Amtsinhaber, Bürgermeister Karl Hehle (ÖVP), sein Ziel und stattdessen wurde sein Herausforderer Andreas Kresser („Liste TOP“) im ersten Wahlgang zum neuen Bürgermeister gewählt.

### Bürgermeister-Stichwahlen
Eine Bürgermeister-Stichwahl wurde in insgesamt sechs Vorarlberger Gemeinden nötig: In den Städten Bregenz, Bludenz und Feldkirch traten jeweils die Kandidaten der ÖVP gegen SPÖ-Kandidaten (in Bregenz und Bludenz) bzw. gegen einen FPÖ-Kandidaten (Feldkirch) an. In der Marktgemeinde Hard trat ÖVP-Bürgermeisterin Eva-Maria Mair gegen den Landesvorsitzenden der SPÖ Martin Staudinger in der Stichwahl an, in Lochau ÖVP-Bürgermeister Michael Simma gegen den Herausforderer der Grünen, Frank Matt. Dazu kam die bereits beschriebene Stichwahl in der Gemeinde Lech, wo der bisherige Bürgermeister Ludwig Muxel auf Stefan Jochum traf. Alle Stichwahlen fanden exakt zwei Wochen nach dem ersten Wahltermin, also am Sonntag, dem 27. September 2020, statt.
Die Stichwahlen brachten mehrere deutliche Überraschungen: So konnte in der Landeshauptstadt Bregenz erstmals seit 30 Jahren ein SPÖ-Kandidat den amtierenden ÖVP-Bürgermeister schlagen. Michael Ritsch wurde mit 51,67 % der abgegebenen Stimmen zum neuen Bregenzer Bürgermeister gewählt. Auch in Hard setzte sich der Kandidat der SPÖ, Martin Staudinger, gegen ÖVP-Bürgermeisterin Eva-Maria Mair durch. In Lochau konnte der Kandidat der Grünen, Frank Matt, als erster Grüner Bürgermeisterkandidat die Direktwahl gegen ÖVP-Bürgermeister Michael Simma gewinnen. Auch in Lech konnte der Herausforderer des bisherigen Bürgermeisters, Stefan Jochum, in der Stichwahl reüssieren: Er erhielt 53,6 % der Stimmen. In Feldkirch setzte sich hingegen Amtsinhaber Wolfgang Matt von der ÖVP deutlich (61,7 % der Stimmen) gegen seinen Herausforderer Daniel Allgäuer von der FPÖ durch. In der Alpenstadt Bludenz, in der der bisherige Amtsinhaber nicht erneut zur Wahl angetreten war und die Bürgermeister-Stichwahl daher von zwei Nicht-Amtsinhabern geführt wurde, konnte der bislang nicht in der Stadtpolitik vertretene 28-jährige Simon Tschann von der ÖVP sich gegen seinen Konkurrenten Mario Leiter von der SPÖ durchsetzen.

### Wahlbeteiligung
Die Wahlbeteiligung bei den in ganz Vorarlberg durchgeführten Gemeindewahlen sank von niedrigem Niveau aus auch bei der Wahl 2020: Im ganzen Land gaben nur knapp über 53 Prozent der Wahlberechtigten ihre Stimme ab. Besonders niedrige Wahlbeteiligungen verzeichneten die 15 größten Gemeinden des Landes. In sechs von diesen nahmen weniger als die Hälfte der Wahlberechtigten an den Wahlen teil. Besonders niedrig war die Wahlbeteiligung in Kennelbach, wo nur 43,88 % der Wahlberechtigten ihre Stimme abgaben. Die zweitniedrigste Wahlbeteiligung des Landes verzeichnete die zweitgrößte Stadt des Landes, Feldkirch, mit nur 43,93 % gültigen Stimmabgaben. Die höchste Wahlbeteiligung erreichte hingegen die Bregenzerwälder Kleingemeinde Damüls, wo 85,43 % der Wahlberechtigten ihre Stimme abgaben. Auch die Gemeinde Lech, wo erstmals mehrere Listen zur Wahl standen, verzeichnete eine vergleichsweise hohe Wahlbeteiligung von 81,09 %.